# Neotroponiscus argentinus
Neotroponiscus argentinus är en kräftdjursart som först beskrevs av Giambiagi de Calabrese 1939.  Neotroponiscus argentinus ingår i släktet Neotroponiscus och familjen Bathytropidae. Inga underarter finns listade i Catalogue of Life.